# ورام تئوسیان
ورام ورطانی تئوسیان (Վռամ Վարդանի Թևոսյան؛ ) یک سیاستمدار اهل ارمنستان است که از تاریخ ۱۹۹۱ تا تاریخ ۱۹۹۱ در دولت وازگن مانوکیان سمت وزیر حفاظت از محیط زیست ارمنستان را برعهده داشت.